# 玉

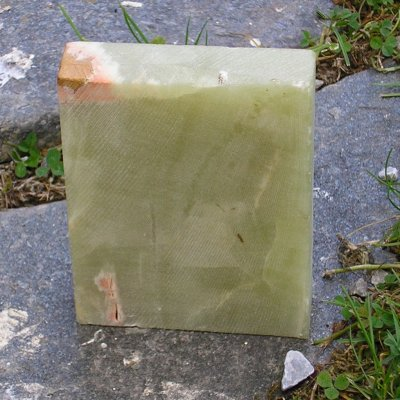
玉坯

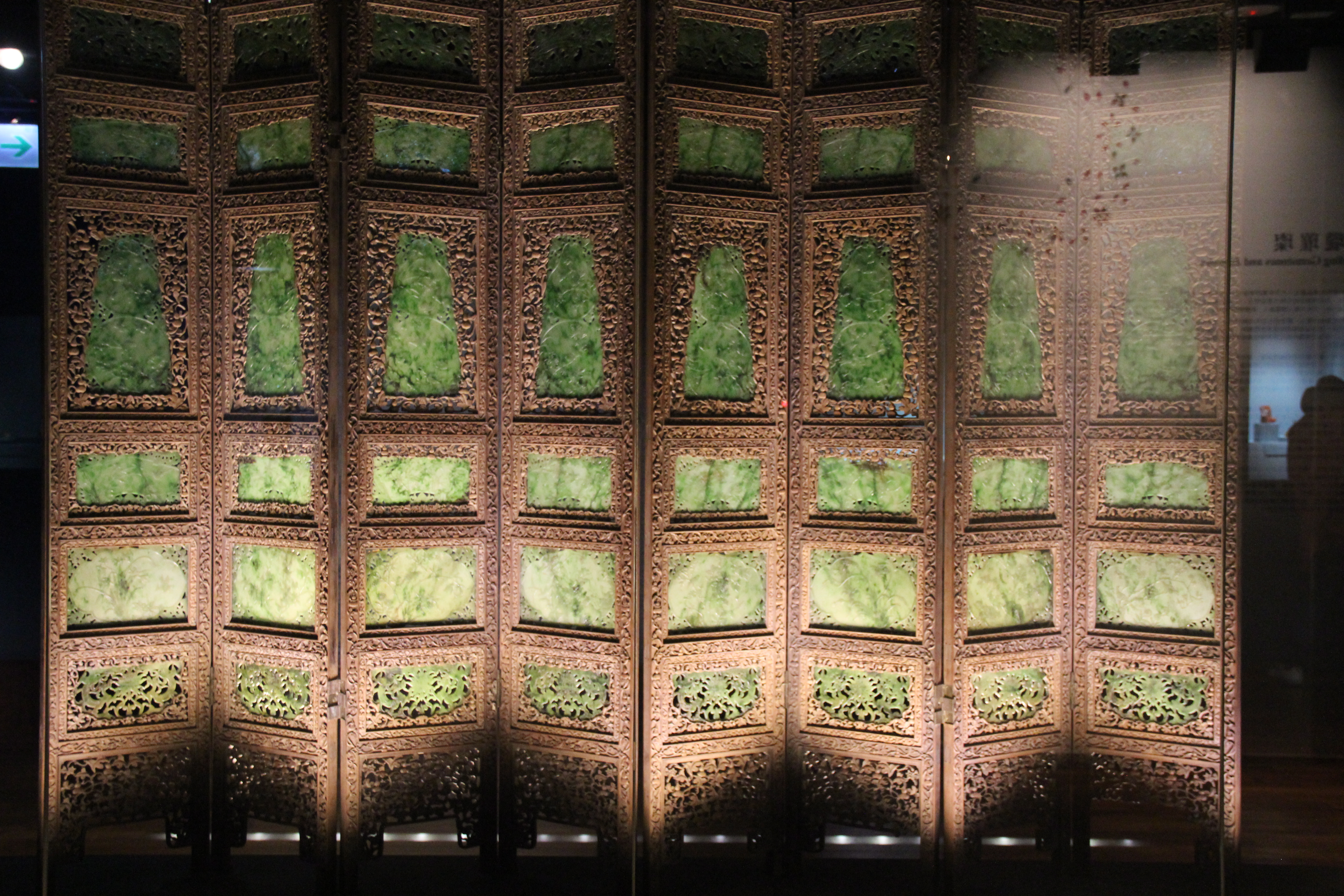
國立故宮博物院館藏玉製屏風，為汪精衛贈送裕仁天皇之珍品，於第二次世界大戰戰後復歸。

玉是一類礦石的泛稱，通常指的硬玉（翡翠）和軟玉，其中軟玉通常是指角閃石類的閃玉。
玉在中華文化非常流行，認為有去凶、避邪、擋煞、鑑真的作用，因此在古代常作成祭祀禮器與象徵身分地位的裝飾，皇帝印璽亦是用玉刻造，在現代除了裝飾之外亦常當作平安符隨身佩戴。

## 定義

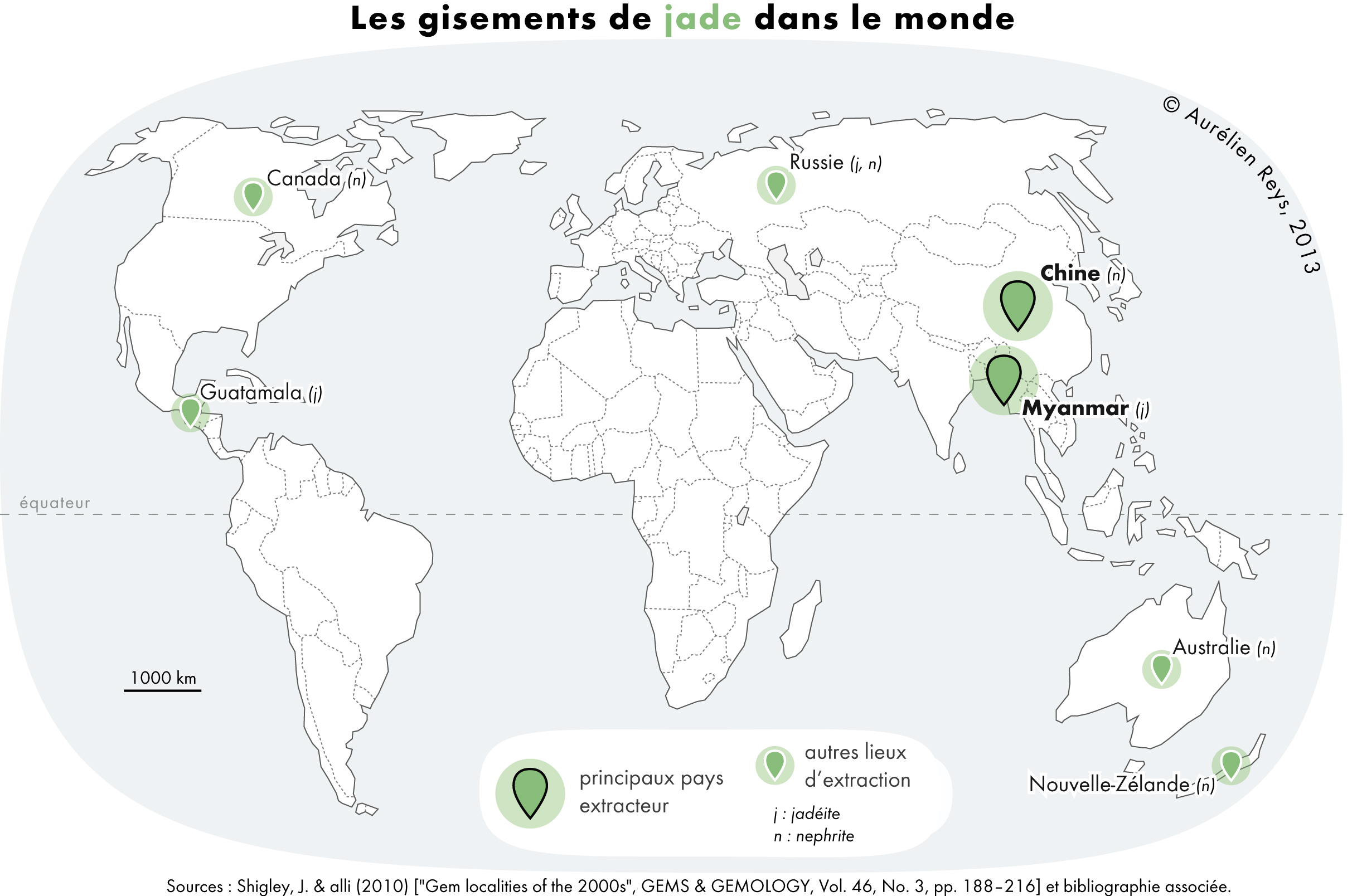
全球玉矿分布图

玉的概念歷來並無十分嚴格的定義。在漢字文化圈被稱爲“玉”的礦物種類十分龐雜。一般而言，符合美觀、堅硬、溫潤等特點的礦物皆可能被稱爲“玉”。同時，也有一些礦物符合通常對於玉的定義，但習慣上並不被稱爲“玉”。例如古代的「瓊瑰」現在稱為「瑪瑙」。古代的「琅玕」就是現在的「土耳其玉」。古代的「水玉」就是現在稱的「水晶」；而「漢白玉」指的是一種大理石。以下是古今不同文獻對於“玉”的定義：
- 《说文解字》（东汉，许慎）：“玉，石之美，有五德。潤澤以溫，仁之方也；勰理自外，可以知中，義之方也；其聲舒揚，尃以遠聞，智之方也；不橈而折，勇之方也；銳廉而不忮，絜之方也。”
- 《周易正義》（唐，孔穎達）：“玉者，堅剛而有潤者也”。
- 《新華字典》（商務印書館）定義“玉”為細膩、光澤、略透明的石頭。
- 《中國大百科全書》定義“玉石”為天然、美觀、細膩、堅韌、光澤、柔潤之岩石，並謂一般指硬玉和軟玉。
- 《中華人民共和國國家珠寶玉石鑑定標準（GB/T16553-2003）》對“天然玉石”的定義：“由自然界产出的，具有美观、耐久、稀少性和工艺价值的矿物集合体，少数为非晶质体”。

另外，出於商業上的目的，一些商家也為某些傳統上不被視爲“玉”的材料（包括人工合成材料）冠以“某某玉”的名稱。由於“玉”本身並無嚴格定義，這樣的命名一般也不被視爲非法。

## 分类

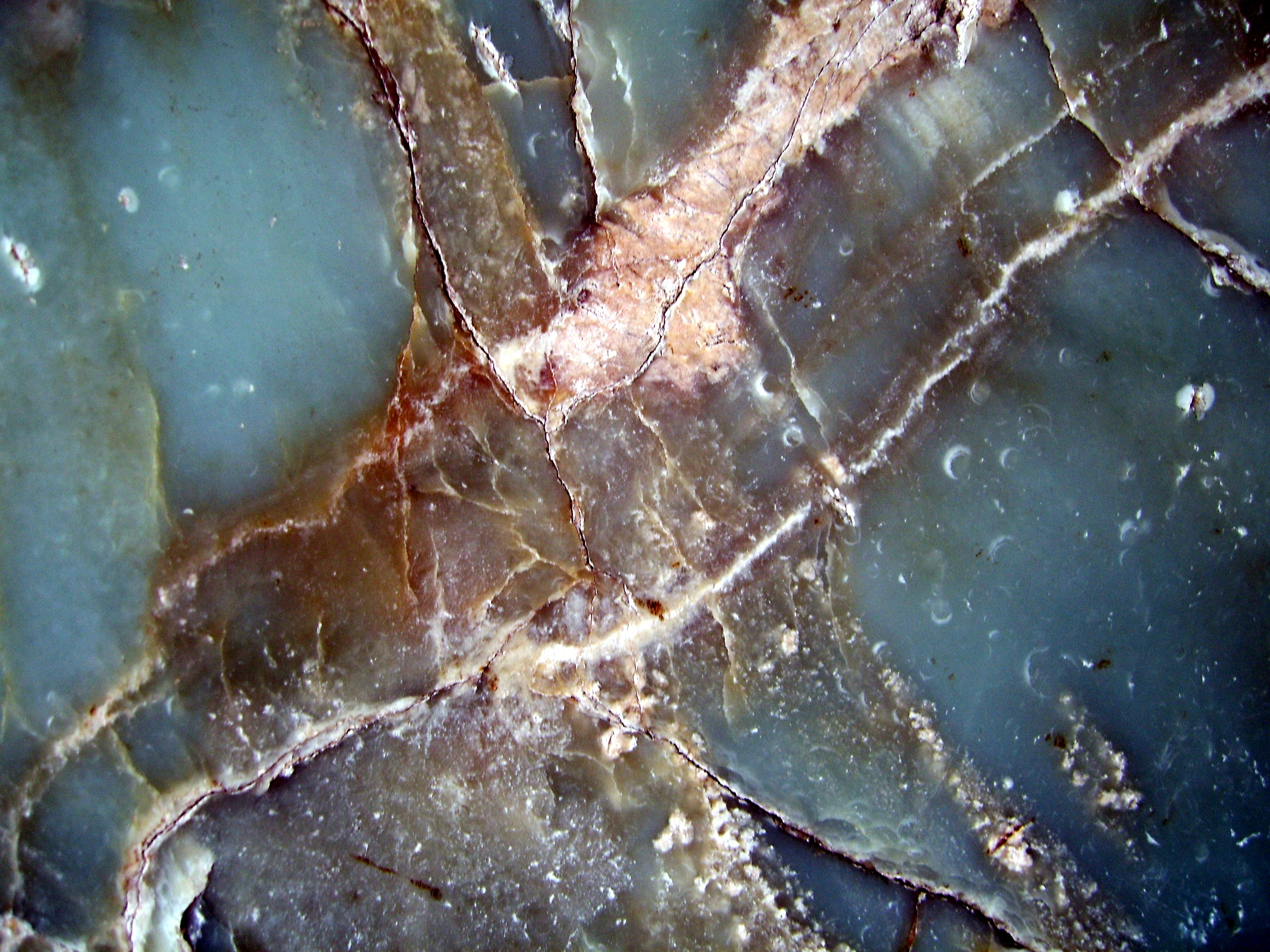
产于新疆和闐的软玉

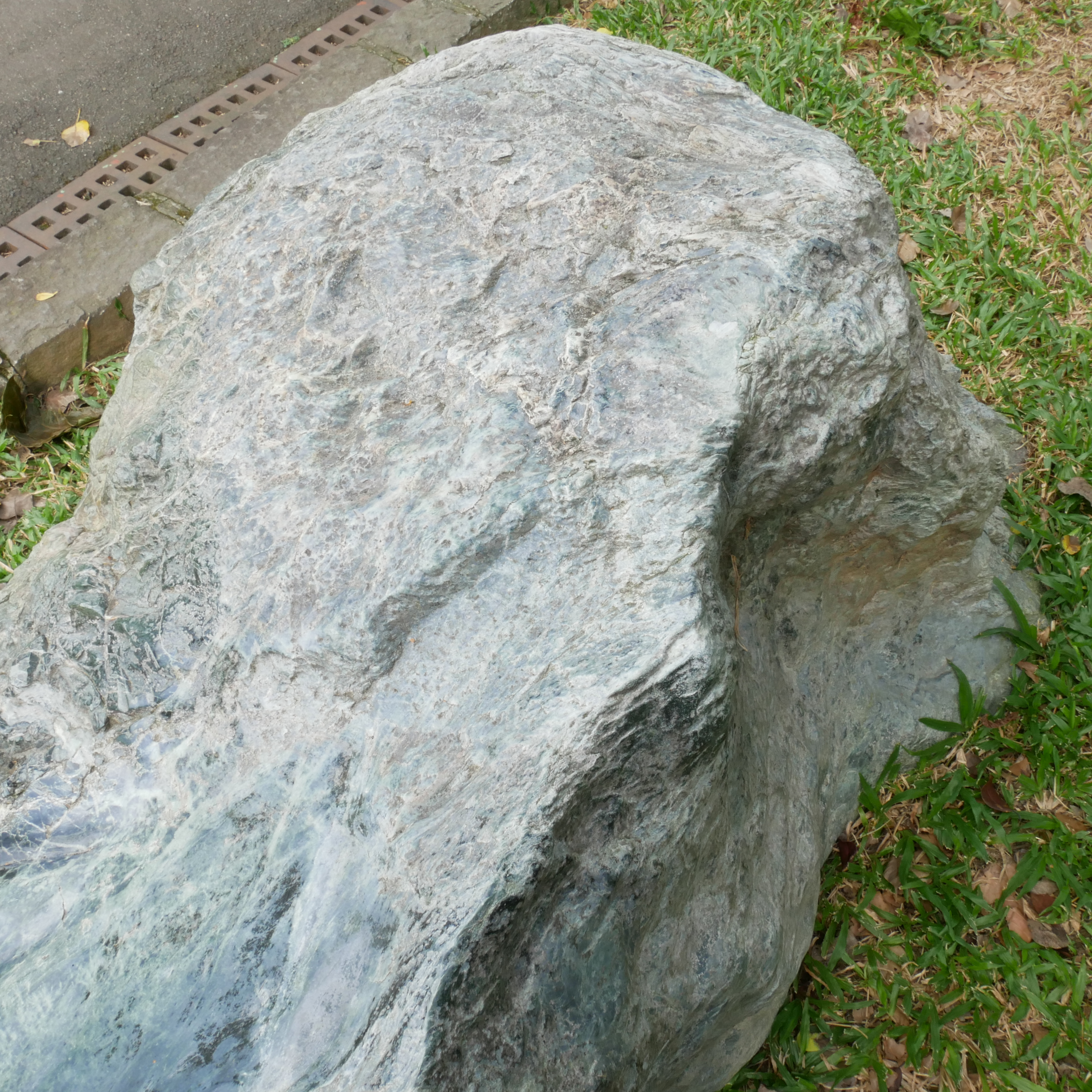
臺灣墨玉原石

由于玉的种类繁杂，在矿物学、历史学及考古学上各有不同的分类，以及中国对“石之美者”的理解，除矿物学外玉的分类不仅繁杂而模糊，其种类也随之不胜枚举。
为解决这种分类混乱的情况，社会上曾提出过各种具体的分类方式，如将“玉”定义为矿物学的解释，而将“玉石”作为包容蛇纹石、岫岩玉、蓝田玉等其他传统上被认为是玉的矿物归类于此。或者将软玉划分出广义与狭义之分，狭义的软玉依然是透闪石、阳起石等物质为主的矿物，而广义上的软玉则是文化传统上所有被认为是玉的矿物集合。也有将软玉只定义为新疆的和闐玉，其它皆为“传统玉材”，不一而足。
因此，最广义上的“玉”包括：
- 硬玉（翡翠）
- 软玉（阳起石、透闪石）
- 软玉（文化分类）
  - 岫岩玉
  - 蓝田玉
  - 青海玉
  - 俄罗斯玉
  - 新西兰玉
  - 新疆碧玉（天山碧玉）
  - 馬來玉
  - 水沫玉
  - 和闐玉
    - 青白玉
    - 羊脂玉

  - 独山玉（南阳玉）
  - 酒泉玉
  - 汉白玉（大理石）
  - 灵璧玉
- 其他宝石
  - 猫眼石
  - 绿松石
  - 青金石
  - 珊瑚
  - 玛瑙

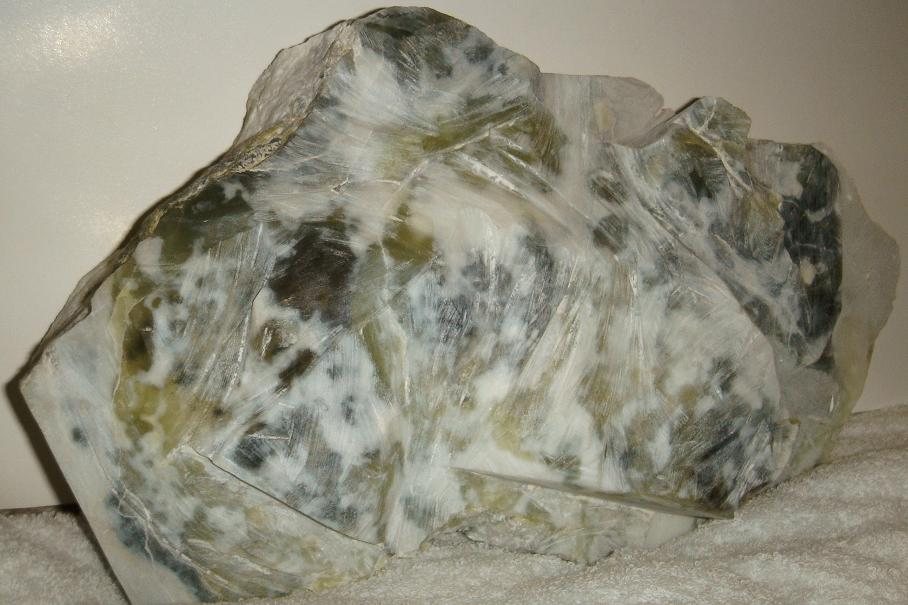
一块尚未加工的蓝田玉石。

依照颜色划分，也有白玉、青玉、碧玉、黄玉、墨玉的分类方式。

### 硬玉

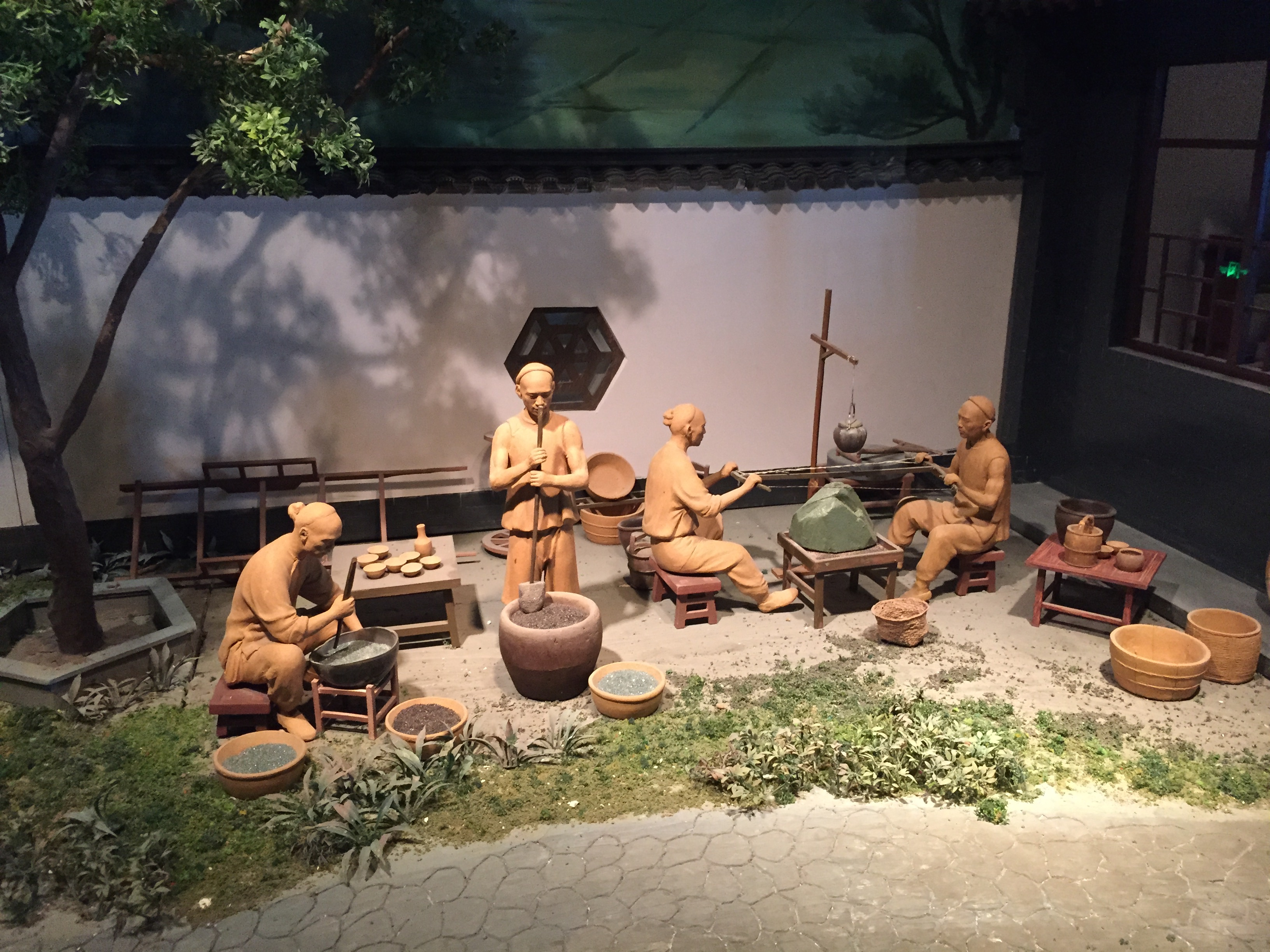
辽宁省博物馆模拟制玉器场景

硬玉也称翡翠，属辉石类，单斜晶系、完全解理。主要组成物为硅酸铝钠（NaAlSi2O6，宝石矿中含有超过50%以上的硅酸铝钠才被视为翡翠），出产于高压低温下生成的变质岩层中。往往伴生在蓝闪石、白云母、硬柱石（二水钙长石）、霰石和石英。莫氏硬度在6.5—7之间，比重在3.25—3.35之间。翡翠的颜色因含有的铬元素质量分数不同而显白或绿色。一般以白色泛绿种类最为常见，以翠绿色为贵。因而在硬玉传入中国后，被冠以“翡翠”（翡为红色羽毛，翠为绿色羽毛）之名。翡翠的流行史没有软玉长，其出产地也主要集中于缅甸（目前世界上最大的翡翠出产国）、日本新潟县以及北陆沿海。危地马拉、美国、俄罗斯也有少量出产。
翡翠的价值通过颜色（所谓“正、阳、浓、和”）、透明度（“水头”）质地和重量来评判。翡翠制品的价格一般不受年代久远的影响，这一点与软玉有所不同。
翡翠的原料依照出产方式分为“老坑”和“新坑”等等说法，其中人们将长期受自然界雪水浸泡的翡翠原石称为“老坑翡翠”，这样的翡翠外观一般是偏绿色，据称有水亮斑的光泽。因而受到人们的欢迎。现在人们可以通过强酸浸泡或者激光蚀刻来填充一些颜色，使品种较差的翡翠在外观上变得与高档翡翠类似，现在翡翠在市场上通常以字母A、B、C为标识分辨翡翠制品的质地。其中A货翡翠意为未经过化学处理，颜色、结果自然的天然翡翠。而其他类别的翡翠则或多或少有人工添加的成分。

### 软玉

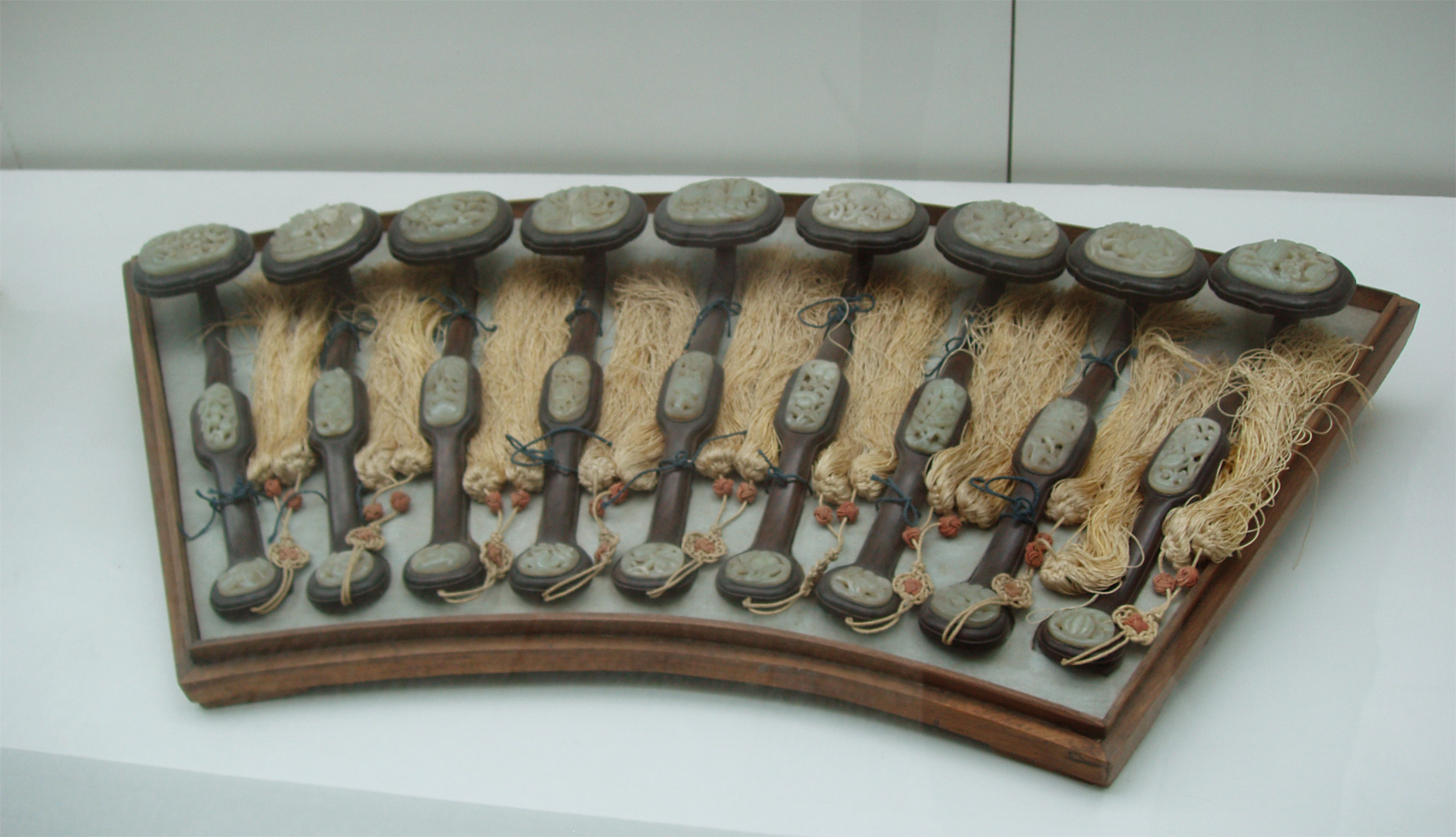
嵌有青玉的“紫檀柄青玉镂雕花果九九如意”，藏于河北省历史博物馆

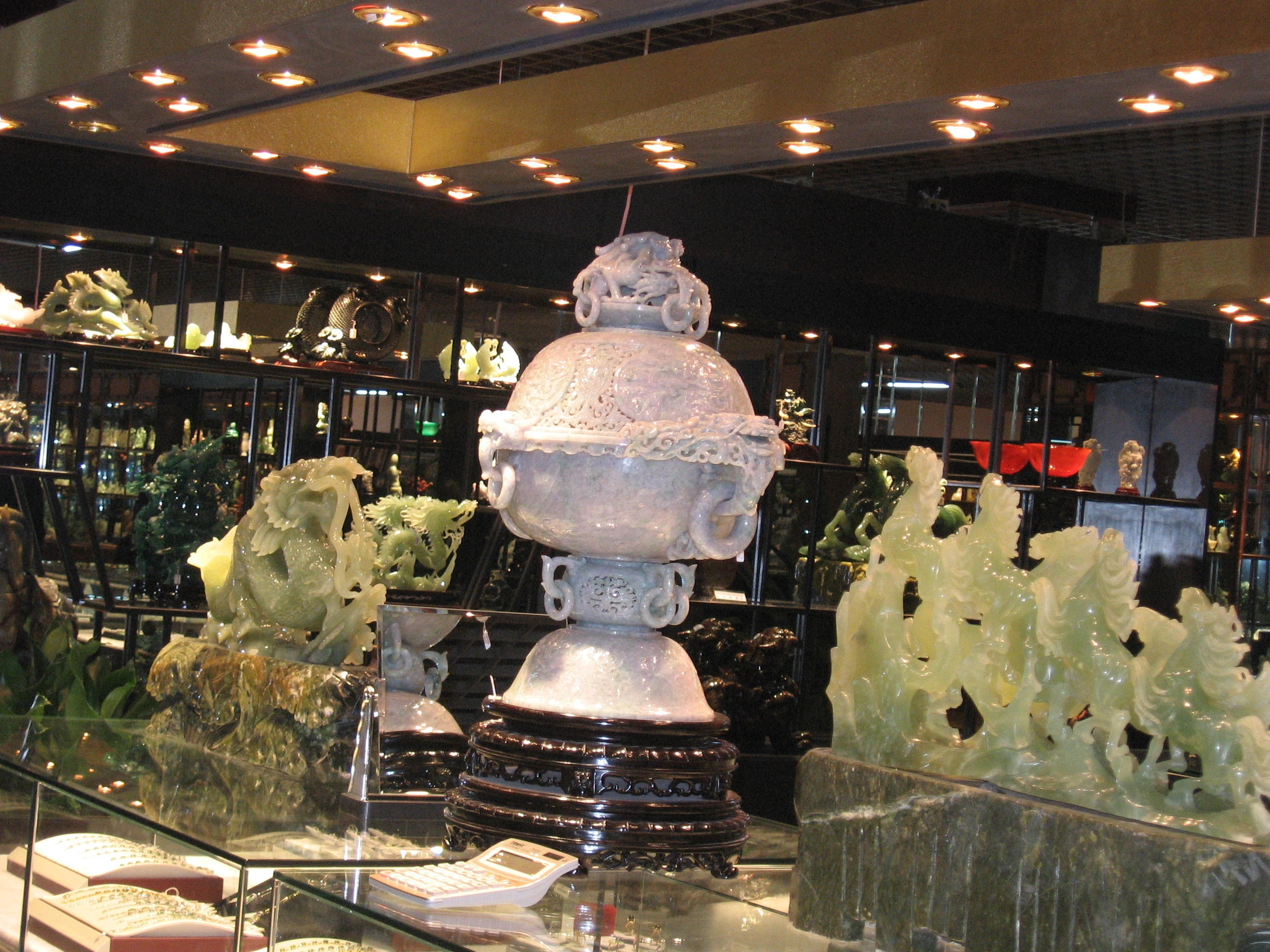
現代玉器市場

角闪石、阳起石类软玉英文中也称Nephrite，苏联化学家曾将软玉命名为“中国玉”。软玉（文化分类）的大部分在国际通用标准上并不被认为是玉，而是其他的矿物。但在少数国家（如中国），它们依然被当作玉的一个类别而交易。作为国际上通用的软玉透闪石、阳起石类标准而言，纯度和质地较高的是产自新疆和田的玉石，此外，社会上也流行所谓“中国四大名玉”（和田玉、绿松石、岫岩玉、独山玉），而其中真正属于矿物学上软玉的只有和田玉和透闪石质的岫岩玉。
软玉的化学成分是钙镁硅酸盐（Ca2Mg5(OH)2(Si4O11)2），单斜晶系。颜色由透闪石和阳起石的成份决定。透闪石主要是白、灰二色，阳起石颜色则根据其含铁量与铁元素的氧化程度而在深绿—红棕—黑色的范围内波动。依照软玉石质的颜色，也有数个亚种：纯白色具有油脂光泽的羊脂玉；泛白色的白玉、青白玉、青玉、碧玉、黄玉和墨玉以及较为稀少的糖玉等。
产于新疆的和田玉是纯度较高的一类软玉。一般具有玻璃—油脂光泽，矿物比重在2.80-3.10之间。莫氏硬度在6-6.5之间，颜色因含有的矿物成分不同而呈现纯白—雾状黑等各种颜色，也因此没有固定的解理态。和田玉具有玉石中最强的韧性而不易破损。

#### 独山玉
“独山玉”是主要产自中国河南省南阳市北独山的矿物，属黝帘石化斜长岩，其中斜长石、黝帘石为主要矿物成分。苏联地质学家E.Я.基也夫林科曾把独山玉归于翡翠类的玉石矿床。但如今依照软玉的定义它的成分并不属于玉石。但中国传统工艺仍视其为玉雕材料之一。

#### 蓝田玉
产于中国陕西省蓝田县的绿色或白色大理石。

#### 玛瑙
玛瑙是玉髓类矿物的一种，经常是混有蛋白石和隐晶质石英的纹带状块体，硬度7-7.5度，比重2.65，色彩相当有层次。有半透明或不透明的。常用做饰物或玩赏用。古代陪葬物中常可见到成串的玛瑙球。

#### 绿松石
在歐洲，綠松石被稱為Turquoise。這個名稱來自法語，是土耳其的稱呼之一，因為這種玉石最早由土耳其進口到歐洲，因此得名。

#### 水晶
古代的「水玉」就是現在稱的「水晶」。石英（英語：quartz）是大陸地殼數量第二多的礦石，僅次於長石，其晶體結構是SiO4矽-氧四面體的連續框架，其中每個氧在兩個四面體之間共享，得到SiO2的總化學式，石英的種類有很多，無色全透明的石英稱為水晶，天然水晶按照颜色分类包括粉水晶、紫水晶、黄水晶、烟晶等。

## 历史
软玉的摩氏硬度并不高，因而在新石器时代已经有人类使用玉为材质的工具。中国将在辽东半岛对兴隆洼文化（距今约8000年）的遗址考古发现中发现岫岩玉作为世界上最早的玉器予以认定。 （页面存档备份，存于）新西兰的土著人也曾在他们的文化遗迹中发现了众多遗迹，考古证实在新西兰玉石也曾流行了数个世纪。在日本，玉器也被作为祭祀用的器皿材质之一，尤其是勾玉。在日本历史上的三大神器中也有玉石的出现。
新石器时期出土的玉器大多不是当前国际公认的阳起石一类软玉，而是蛇纹石种，亦即文化观念上的玉石。因而这一时期出土的玉器材质往往种类繁多，岫岩玉、独山玉为这一时期的主要玉材。
伴随着社会的进步，玉石的雕刻工艺日趋进步。前16世纪中国商代开始将玉器作为贵族的财富象征。并且玉器也开始分担政治器皿的职能，帝王在分封贵族、授予大臣财富时往往不乏玉器的存在。在河南殷墟，1976年妇好（商代帝王武丁的妻子）墓中出土了755件玉器，其中囊括了岫岩玉、和田玉（这说明在当时中国中原地区已经和新疆有了经贸联系）等材质制成的玉龙、玉桂、玉璧、玉琮、玉盘等装饰、配件、礼器；在商代的考古中也发现了“跪坐人”等反映社会风气的配饰。说明玉器在商代形成了种类繁多，用途广泛的一个系统，其样式也有新石器时代的片状物检发展为简单的配饰、雕件，说明了当时主要的工具青铜器加工已经有了很大的发展。

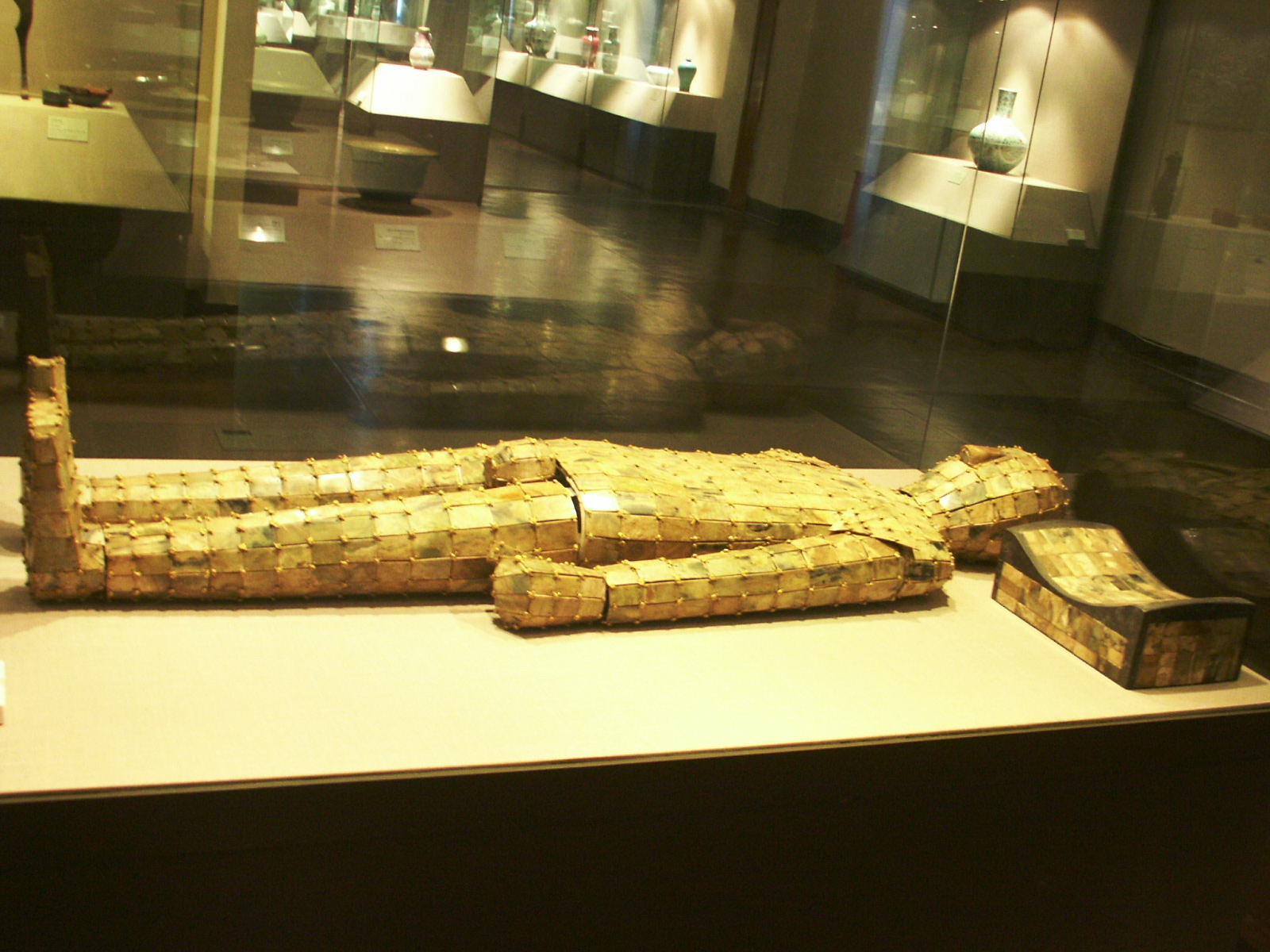
西汉金缕玉衣。其制作的精良程度代表了当时最先进的玉器制作工艺。

随着礼乐思想对中国以及东亚地区的影响不断加深，其学说中关于玉的政治理解也随之成为一种社会性的共识。玉器系统也在这一时期日臻完善，形成“六瑞”“六器”职能分工各有不同的体系。“六器”出自《周礼·春官·大宗伯》“以玉作六器，以礼天地四方：以苍璧礼天，以黄琮礼地，以青圭礼东方，以赤璋礼南方，以白琥礼西方，以玄璜礼北方”，作为天子进行对天地四极进行祭祀，祈祷国家安定，社稷平安的礼器。而“六瑞”也是出自周礼“以玉作六瑞，以等邦国：王持镇圭，公持桓圭，侯持信圭，伯持躬圭，子持谷璧，男持蒲璧”，以圭、璧两种玉器，通过官制的高低缓分出六器，说明当时的中央集权已经大体形成。
天子在祭祀天地、时，要用玉册来刻下铭文；百官封爵以玉器为印信；转达君令使用玉符、君子以玉为德行操守的标准；民间诗歌中经常以玉作为美好事物的代表象征。如《诗经·国风·卫风》提到的一段诗歌：
|  | 投我以木瓜，报之以琼琚。匪报也，永以为好也。 投我以木桃，报之以琼瑶。匪报也，永以为好也。 投我以木李，报之以琼玖。匪报也，永以为好也。 |

这其中的“琼琚”“琼瑶”“琼玖”均是当时对“玉”的美称，此外“白圭之玷，尚可磨也；斯言之玷，不可为也。”（《诗经·大雅·抑》）“淇水在右，泉源在左。巧笑之瑳，佩玉之傩。”（《诗经·国风·卫风》）此外很多成语也与玉有关，如“玉壶冰心”、“玉石俱焚”等，在这些成语中无分褒贬，“玉”的意义一般均为褒义字。
中国在战国时期随着文化的不断发展，人们在逐步接受各种派系思想的同时，也接受了玉在文化中的作用。因而玉的文化意义也在不断上升，诗歌中、宫殿内、祭台上都有玉器的存在。其中关于“和氏璧”的典故在这一时期出现，通过《史记》、《战国策》等史书不断延伸，成为极富文化意义的象征。玉的文化意韵还是逐渐成形。
汉朝后玉器的制作工艺上不断创新，可以使用玉器的阶层，从帝王将相到市井白衣不一而足。对玉的理解加于了道德的象征，东汉许慎的《说文》上给予玉五种道德，即“仁、义、智、勇、洁”玉之五德。玉器也开始逐渐向随身装饰和摆放雕件两个方向发展。六朝后的玉器开始向写实的手法上发展，作品大多以人和典故为主题。宋以后，玉成为世俗化的装饰。
玉也成为人们驱吉避凶的物品，《明心宝鉴》中苏黄门曰: “衣冠佩玉, 可以化强暴; 深居简出, 可以却猛兽; 定心寡欲, 可以服鬼神。 ”
玉器曾作为丝绸之路上西域地区的特产之一，于阗（今中国新疆和田县）以出产色泽洁白的软玉而著称，在伊朗、阿富汗、印度都有出土记录。和田玉中色泽洁白，有脂肪光泽的玉被称为“羊脂白玉”而受到人们的喜爱。此外，新疆准噶尔盆地与青海也盛产玉石。
明清以后玉石的雕刻日渐以装饰为准，其中不乏乾隆时期著名的大型玉雕大禹治水图玉山，以及其他玉材加工后的名品。这一时期硬玉翡翠也开始受到社会的欢迎，慈禧太后的墓室中就曾被发现有大量制作极为精良的翡翠玉雕出土，但后来因被盗墓而不知下落。

## 相关条目

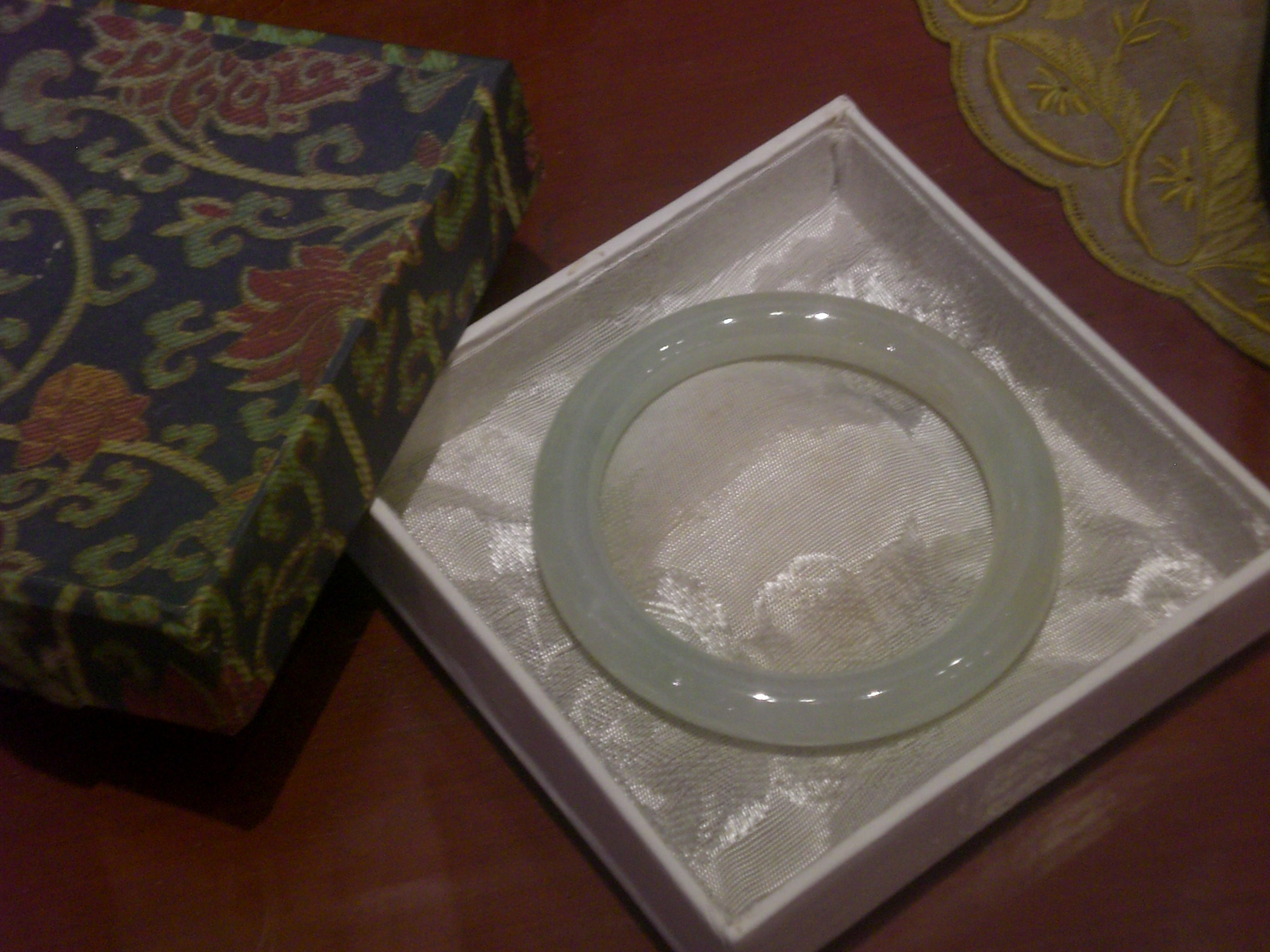
玉器首飾

## 另見
名稱以開頭的所有条目

## 外部連結
- CCTV-国家地理：玉石之路 （页面存档备份，存于）
- 鄧聰：古代玉器工藝研究論文 （页面存档备份，存于）

## 延伸阅读
[在维基数据编辑]
 《欽定古今圖書集成·經濟彙編·食貨典·玉部》，出自陈梦雷《古今圖書集成》